# Quercus setulosa
Quercus setulosa Hickel & A.Camus – gatunek rośliny z rodziny bukowatych (Fagaceae Dumort.). Występuje naturalnie w Tajlandii, Laosie, Wietnamie oraz południowych Chinach (w prowincjach Guangdong, Kuejczou i Junnan, a także w regionie autonomicznym Kuangsi). 

## Morfologia
PokrójZimozielone drzewo dorastające do 20 m wysokości. Kora ma szarą barwę i jest spękana.
LiścieBlaszka liściowa ma owalny lub owalnie lancetowaty kształt. Mierzy 4,5–11 cm długości oraz 1,5–4,5 cm szerokości, jest całobrzega, ma nasadę od zaokrąglonej do klinowej i spiczasty wierzchołek. Ogonek liściowy jest nagi i ma 10–20 mm długości.
OwoceOrzechy zwane żołędziami o elipsoidalnym kształcie, dorastają do 15–20 mm długości i 9 mm średnicy. Osadzone są pojedynczo w miseczkach w kształcie kubka, które mierzą 5 mm długości i 10 mm średnicy. Orzechy otulone są miseczkami w 25–35% ich długości.

## Biologia i ekologia
Rośnie w lasach mieszanych. Występuje na wysokości do 1300 m n.p.m. Kwitnie od kwietnia do maja, natomiast owoce dojrzewają w październiku.